# Štěpán Tesařík
Štěpán Tesařík (né le 6 juillet 1978) est un athlète tchèque spécialiste du 400 mètres haies. 

## Biographie

### Palmarès
| Date | Compétition                    | Lieu   | Résultat | Épreuve     | Performance   |
| ---- | ------------------------------ | ------ | -------- | ----------- | ------------- |
| 2000 | Championnats d'Europe en salle | Gand   | 1er      | 4 × 400 m   | 3 min 06 s 10 |
| 2002 | Championnats d'Europe          | Munich | 6e       | 400 m haies | 49 s 41       |
| 2002 | Championnats d'Europe          | Munich | 4e       | 4 × 400 m   | 3 min 03 s 82 |

### Records
| Épreuve     | Performance | Lieu        | Date         |
| ----------- | ----------- | ----------- | ------------ |
| 400 m       | 46 s 77     | Kladno      | 21 mai 2005  |
| 400 m haies | 49 s 09     | Szombathely | 10 août 2003 |